# تترازولیوم کلرید
تترازولیوم کلرید (به انگلیسی: Tetrazolium chloride) با فرمول شیمیایی C۱۹H۱۵ClN۴ یک ترکیب شیمیایی است. که جرم مولی آن ۳۳۴٫۸ g/mol می‌باشد. 